# Burramys triradiatus
Бураміс трипалий (Burramys tridactylus) — наземний комахоїдний австралійський ссавець, вимерлий вид сумчастих роду Бураміс (Burramys) родини Бурамісові (Burramyidae). Мешкав у дощових лісах пліоцену.
Один з чотирьох видів роду Бураміс (Burramys).